# Contre-sujet
Le contre-sujet est un terme utilisé dans le domaine de la fugue en musique classique.
Une première voix ayant exposé le sujet, c'est au tour d'une seconde d'exposer la réponse. Durant l'exposition de cette réponse, la phrase mélodique jouée par la première voix est dite contre-sujet. Le compositeur s'efforce d'y faire preuve de la plus grande imagination contrapuntique possible, puisque le contre-sujet doit être un thème à part entière, qui a vocation à accompagner le sujet à chaque fois que celui-ci se présente (que ce soit sous sa forme initiale ou sous forme de réponse).
Par conséquent, il doit être écrit en contrepoint renversable, de telle façon qu'il puisse se placer à n'importe quelle voix, dans toutes les configurations possibles.
D'autre part, il est indispensable que le contre-sujet soit, rythmiquement et mélodiquement, d'un aspect différent du sujet. L'art du compositeur réside alors dans sa capacité à faire naître une véritable diversité entre le sujet et le contre-sujet, tout en conservant une cohésion contrapuntique et stylistique irréprochable.
Il faut savoir également qu'une fugue peut très bien comporter plusieurs contre-sujets, et qu'il peut arriver dans certains cas que le contre-sujet soit directement exposé par une voix sans que celle-ci ait préalablement exposé le sujet.
Quoi qu'il en soit, cela ne change en rien la fonction et les attributs du contre-sujet.